# 肇庆府

肇庆府在广东省的位置（1820年）

肇庆府，北宋时设置的府。最初是北宋政府在岭南地区设置的第一个府——兴庆府，有“岭南第一府”之称。
前身为端州，因宋徽宗即位前受封端王，视为他的“潜藩”。元符三年（1100年），宋徽宗即位，端州以“潜藩”升为节镇——兴庆军节度。政和三年（1113年），潜藩升府，升为兴庆府。《宋会要辑稿》所记，政和八年（1118年）十月二十一日，广南东路转运判官燕瑛上奏，请求为兴庆府“赐以美名”。北宋政府赐名肇庆府，仍为肇庆军节度。现代研究者则认为，改名原因可能是与北宋敌国——西夏国都兴庆府同名之故。
宋时，肇庆府治所在高要县（今广东省肇庆市）。辖有今广东省肇庆、广宁、四会、高明、高要等市县地。元朝至元十六年（1279年）改为肇庆路。明朝洪武元年（1368年）复为肇庆府，辖地增有今广东省德庆、封开、新兴、阳江、阳春、开平、恩平等市县地。
清朝仍属廣東省，考评：衝，繁，疲，難。廣肇羅道治所。初沿明制，領州一，縣十一。雍正九年（1731年），增鶴山縣。同治九年（1870年），陽江升陽江直隸廳，光緒三十二年（1906年），改為陽江直隸州，陽春縣、恩平縣（今阳江、阳春、恩平三市）割隸。領州一，縣九：高要縣、四會縣、新興縣、高明縣、廣寧縣、開平縣、鶴山縣、封川縣、開建縣、德慶州。辛亥革命后，全国废府，故废。

## 延伸阅读
[在维基数据编辑]
 《欽定古今圖書集成·方輿彙編·職方典·肇慶府部》，出自陈梦雷《古今圖書集成》